# Kirchdorf an der Amper
Kirchdorf an der Amper é um município da Alemanha, no distrito de Frisinga, na região administrativa de Oberbayern , estado de Baviera.